# Dejorge Patrício
Dejorge Patrício da Silva, também conhecido como Dejorge Patrício (São Gonçalo, 18 de junho de 1974) é um político brasileiro, filiado ao PDT.

## Carreira política
Filho de José Jorge Patrício e de Selma Regina Patrício, Dejorge ingressou na política em 2004, quando se candidatou pela primeira vez a vereador pelo PL. Apesar de ter sido o candidato mais votado do partido, não foi eleito já que a legenda não atingiu o quociente. Dejorge voltou a se candidatar em 2012, e com 6.391 votos, tornou-se o vereador mais votado de São Gonçalo.
Em 2014, se candidatou pela primeira vez a Deputado Federal, quando foi eleito segundo suplente para a 55.ª legislatura, pelo PR.
Em 2016, deixa o PR e ingressa no PRB para disputar a eleição para prefeito de São Gonçalo numa chapa que contava com apoio de mais dois partidos: PMN e PRTB. Dejorge chegou ao segundo turno mas acabou derrotado por José Luiz Nanci, do PPS.
Após deixar a câmara de vereadores de São Gonçalo, tomou posse como deputado federal pelo Rio de Janeiro em 2 de janeiro de 2017 no lugar de Clarissa Garotinho, que assumiu a Secretaria Municipal de Desenvolvimento, Emprego e Inovação do Rio de Janeiro.
Em agosto de 2017, quando ocupava o mandato de Deputado, esteve ausente, por motivos de saúde, na votação sobre a abertura de investigação contra o presidente Michel Temer, que poderia lhe afastá-lo da Presidência da República.
Dejorge permaneceu como deputado até abril de 2018, quando Clarissa retornou à Câmara. No mesmo ano, se candidatou a deputado federal pela segunda vez, obtendo mais de 44 mil votos e ficando como terceiro suplente. Entre fevereiro de 2019 e agosto de 2020, ocupou a função de assessor de Projetos Especiais da CEDAE.
Em 2020, após deixar a CEDAE, se candidatou pela segunda vez à Prefeitura de São Gonçalo pelo Republicanos, numa chapa que reúne mais oito legendas: PSC, DEM, PP, PMN, Patriota, PRTB, PMB e Solidariedade, que indicou o candidato a vice-prefeito Marco Antonio Lagos de Vasconcellos, o Marquinhos Solidariedade. Terminou na terceira colocação, ficando de fora do 2° turno por apenas 0,20% diferença para o segundo colocado, o vereador Capitão Nelson, que acabara eleito.
Após 5 anos no Republicanos, Dejorge deixa a legenda e se filia ao PROS em junho de 2021. Em maio de 2022, menos de 1 ano depois, Dejorge muda novamente de partido, ingressando no Patriota, por onde se candidata à deputado estadual em outubro do mesmo ano, obtendo 23.631 votos.
Em março de 2023, Dejorge se filia ao PDT. Posteriormente é nomeado secretário da Superintendência de Terminais e Estacionamentos de Niterói (SUTEN), deixando o cargo em novembro do mesmo ano em meio a denúncias de desvio de dinheiro em um estacionamento público do município.
Nas eleições de 2024, Dejorge é eleito vereador de São Gonçalo pela segunda vez ao receber 3.351 votos.